# Skiffia bilineata
Skiffia bilineata är en fiskart som först beskrevs av Bean, 1887.  Skiffia bilineata ingår i släktet Skiffia och familjen Goodeidae. Inga underarter finns listade i Catalogue of Life.